# Pekinger Frühling
Als Pekinger Frühling (北京之春) wird eine kurze Periode politischer Liberalisierung in der Volksrepublik China zwischen 1977 und 1978 bezeichnet. Ebenfalls gebräuchlich ist der Begriff für eine Periode politischer Lockerung von 1997 bis 1998. Der Name ist vom Prager Frühling abgeleitet.
Der Pekinger Frühling folgte nach dem Tod von Mao Zedong im September 1976. Während des Pekinger Frühlings wurde der Bevölkerung die Möglichkeit geboten, Kritik an der Regierung zu üben. Hauptkritikpunkt war die Kulturrevolution. Veröffentlicht wurde die Kritik durch die Mauer der Demokratie.
Der Begriff Pekinger Frühling wurde ebenfalls für eine kürzere Periode politischer Lockerung in der Kommunistischen Partei Chinas vom September 1997 bis zur Mitte des November 1998 verwendet. Hauptursachen waren der Tod Deng Xiaopings und die Übernahme Hong Kongs.
Während dieser Phase wurde die China Democracy Party gegründet und bei einigen Behörden registriert. Der Dissident Wei Jingsheng wurde freigelassen und exiliert. China unterzeichnete den International Covenant on Civil and Political Rights. Zur gleichen Zeit fand ein Staatsbesuch des US-Präsidenten Bill Clinton und Marry Robison, Mitglied des UN-Ausschusses für Menschenrechte. Ende 1998 wurden die Unterstützer des zweiten Pekinger Frühlings, zu großen Teilen Dissidenten und jüngere Teile der Kommunistischen Partei Chinas.

## Magazin
Das Beijing Spring Magazine ist eine dissidentische Zeitschrift dessen Schwerpunkt auf Menschenrechten liegt. Teile des Magazins sind auch im Internet verfügbar. Ziel des Magazins ist es, die Chinesische Demokratiebewegung in China und im Ausland zu fördern. Die Gründung des Magazins wurde von der amerikanischen Organisation National Endowment for Democracy unterstützt.
Mitglieder der Redaktion sind unter anderem:
- Yu Dahai
- Wang Dan
- Xue Wei
- Hu Ping
- Chen Kuide
- Zheng Yi